# Верхние Малюки
Ве́рхние Малюки́ — деревня в Сосновском районе Челябинской области. Входит в состав Полетаевского сельского поселения.

## География
Расстояние до районного центра, села Долгодеревенского, 64 км.

## Население
| 2002 | 2010 |
| ---- | ---- |
| 179  | ↗210 |

По данным Всероссийской переписи, в 2010 году численность населения деревни составляла 210 человек (98 мужчин и 112 женщин).

## Улицы
Уличная сеть деревни состоит из 2 улиц.